# Elena Drobytchevskaïa
Elena Drobytchevskaïa (biélorusse : Алена Драбычэўская, Aliena Drabytchewskaïa), ou Elena Werner, née le 28 mars 1968 à Minsk en Biélorussie, est une peintre et une artiste graphiste.

## Biographie
Graphiste, elle suit une formation initiale au département art cinématographique à Moscou, puis est employée par le studio de cinéma Belarusfilm à Minsk en tant qu'animatrice de dessins animés. Depuis 1995, elle vit à Munich.

## Galerie

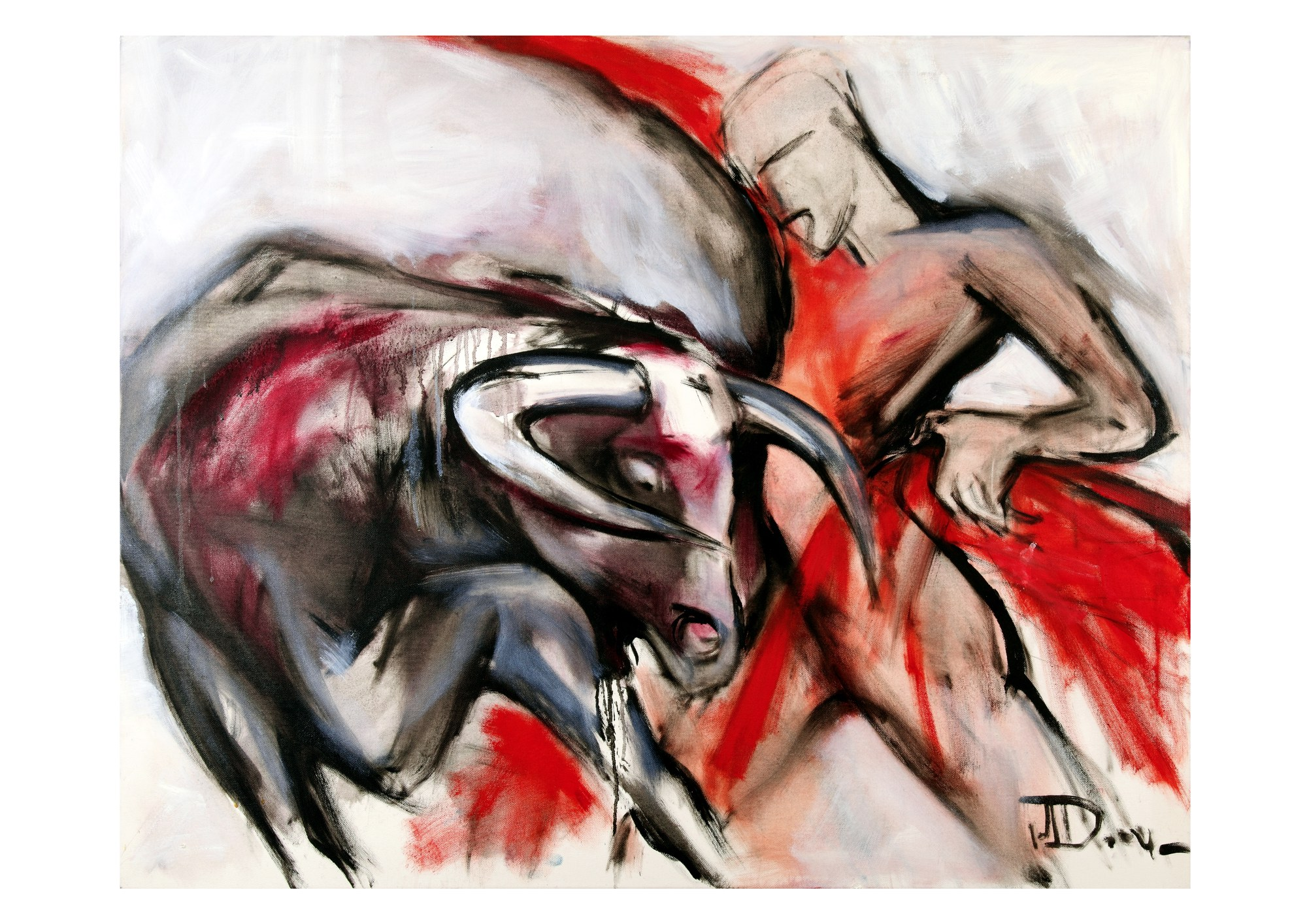
Corrida (2004)
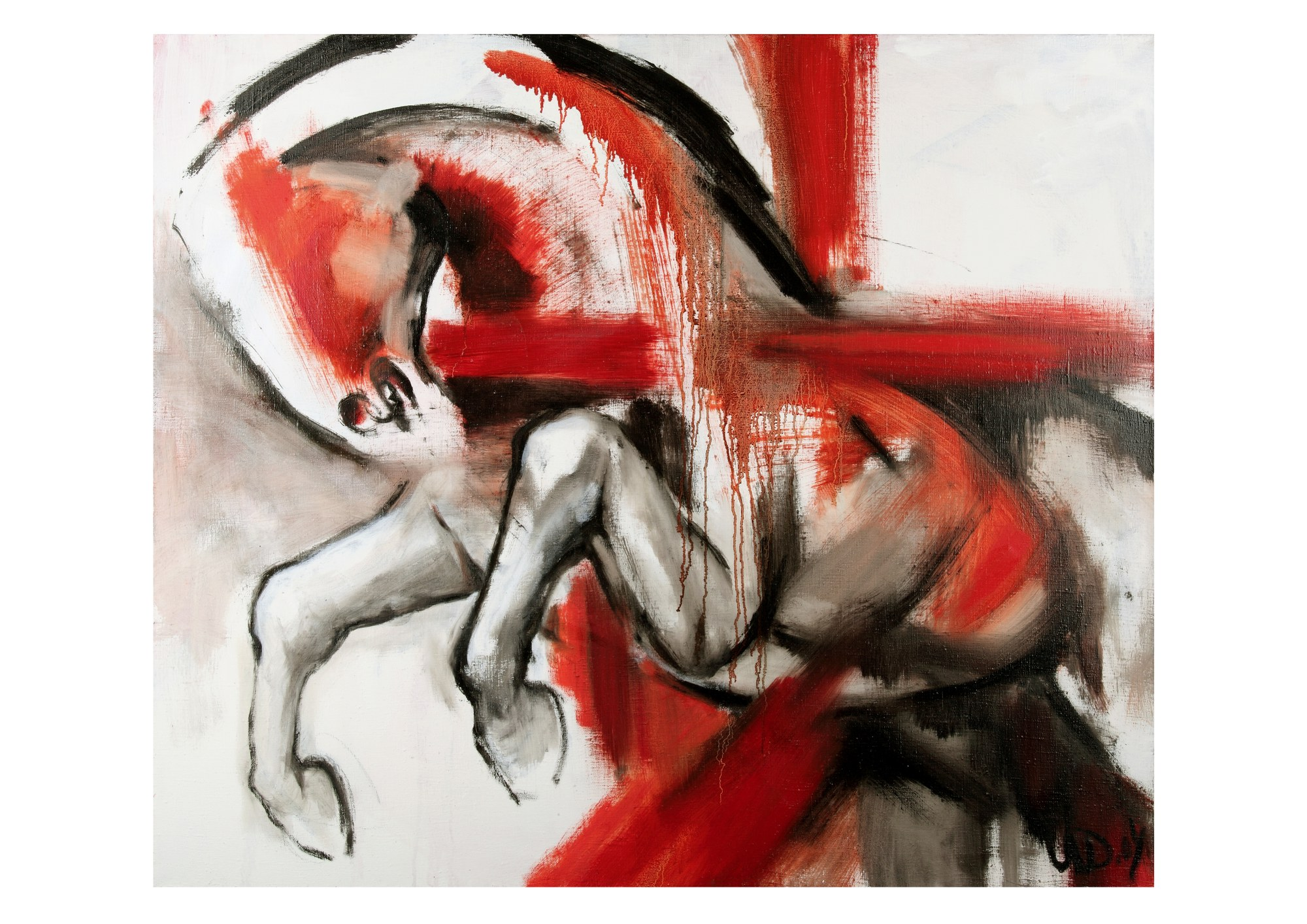
Cheval sauvage (2009)